# The Alarm (zespół muzyczny)
The Alarm – walijska grupa rockowa.

## Historia
Wokalista i gitarzysta Mike Peters oraz perkusista Nigel Twist w 1977 założyli w walijskiej miejscowości Rhyl zespół o nazwie The Toilets, którą następnie zmienili na Seventeen. W 1978 do duetu dołączyli gitarzyści Eddie MacDonald i Dave Sharp. Od początku działalności inspirowali się twórczością zespołów The Sex Pistols, The Clash, The Who i The Rolling Stones.
W 1981 zmienili nazwę na The Alarm i wydali, nakładem własnej wytwórni White Cross, swój debiutancki singiel – „Unsafe Building”. W 1982 podpisali kontakt z wytwórnią IRS i uczestniczyli w trasie koncertowej grupy U2, promującej płytę War. W 1983 wydali epkę, zatytułowaną po prostu The Alarm, na której umieścili dwa single: „Marching on” i „The Stand”. W 1984 premierę miał ich debiutancki album studyjny pt. Declaration, który odniósł duży sukces komercyjny. Równie ciepło został przyjęty ich drugi album – Strength (1985), który został doceniony w Wielkiej Brytanii i Stanach Zjednoczonych. Po zakończeniu promocji zespół udał się na wakacje, a w 1987 powrócili na rynek z albumem pt. Eye of the Hurricane, na którym zaprezentował bardziej komercyjną muzykę. W 1988 wydali minialbum pt. Electric Folklore zawierający nagrania z koncertu, który zagrali w Bostonie. Na kolejnej płycie – Change (1989) umieścili walijskojęzyczny utwór „Newid”. Po wydaniu albumu Raw (1991) zawiesili działalność, a Peters i Sharp zajęli się solowymi karierami.
W latach 90. zespół powracał na pojedyncze występy. Peters reaktywował The Alarm z gitarzystą Jamesem Stevensonem, basistą Craigiem Adamsem i perkusistą Stevenem Grantleyem. W tym składzie nagrali i wydali w 2004 album pt. In the Poppy Fields i w następnych latach prowadzili regularną działalność wydawniczą i koncertową. Sharp sformował własną wersję The Alarm-AOR – The Spirit of the Alarm. W latach 2014–2019 ukazały się na nowo nagrane wersje klasycznych albumów z lat 80. XX wieku.

## Dyskografia[3]
- Declaration (1984)
- Strength (1985)
- Eye of the Hurricane (1987)
- Change (1989)
- Raw (1991)
- Close (2002)
- The Normal Rules Do Not Apply (2002)
- Trafficking (2002)
- Edward Henry Street (2002)
- Coming Home (2003)
- In The Poppyfields (2004)
- Under Attack (2006)
- Guerilla Tactics (2008)
- Direct Action (2010)
- Blood Red (2017)
- Viral Black (2017)
- Equals (2018)
- Sigma (2019)
- War (2021)